# Gaudinia maroccana
Gaudinia maroccana är en gräsart som beskrevs av Louis Charles Trabut och Charles-Joseph Marie Pitard. Gaudinia maroccana ingår i släktet axhavren, och familjen gräs. Inga underarter finns listade i Catalogue of Life.